# فاروق نائیک
فاروق نائیک (اردو:  فاروق حمید نائیک؛ زادهٔ ۱ ژوئیهٔ ۱۹۴۷) سیاست‌مدار اهل پاکستان است.
وی از سال ۲۰۰۸ تا ۲۰۰۹ و از سال ۲۰۱۲ تا ۲۰۱۳ وزیر دادگستری پاکستان و از سال ۲۰۰۹ تا ۲۰۱۲ رئیس سنای پاکستان بوده است.  